# The O. Henry Playhouse
The O. Henry Playhouse är en amerikansk TV-serie som gick mellan 23 januari och 25 maj år 1957. Serien regisserades av George Waggner.

## Om serien
Serien gick bara i en säsong och består av 39 fristående halvtimmes-avsnitt, som alla är baserade på noveller av O. Henry. Thomas Mitchell spelade O. Henry i inledningen av varje avsnitt och presenterade de olika berättelserna, samtidigt som han gjorde berättarrösten. 

## Medverkande
- Thomas Mitchell
- DeForest Kelley
- Lisa Janti
- Otto Kruger
- Max Showalter
- Ernest Borgnine